# ایالت آپوره
ایالت آپوره (به اسپانیایی: Estado Apure) یکی از ایالت‌های ۲۳گانهٔ ونزوئلا است. قلمروی این ایالت از ایالت‌های مریدا، ماراکایبو و باریاناس تشکیل یافته‌است.
پایتخت این ایالت، شهر سان‌فرناندو د آپوره است.

## جغرافیا
آپوره در بخش جنوب غربی ونزوئلا واقع شده‌است. این ایالت از لحاظ مختصات جغرافیایی بین ۶ درجه و ۳ دقیقه تا ۸ درجه و ۴ دقیقهٔ عرض شمالی و ۶۶ درجه و ۲۱ دقیقه تا ۷۲ درجه و ۲۲ دقیقهٔ طول غربی واقع شده‌است.

## مساحت
مساحت آپوره ۷۶٬۵۰۰ کیلومتر مربع است که از این لحاظ، سومین ایالت بزرگ ونزوئلا به‌شمار می‌رود. این ایالت ۸٫۳۵ درصد از مساحت کل کشور را به خود اختصاص داده‌است.

## جمعیت
جمعیت آپوره برپایهٔ اطلاعات سرشماری در سال ۲۰۰۷ بالغ بر ۴۷۳٬۹۰۰ نفر برآورد شده که از این جهت، نوزدهمین ایالت ونزوئلا محسوب می‌شود. این ایالت ۱٫۶۳ درصد از جمعیت کل کشور را شامل می‌شود.